# 経済ホットチャンネル
『経済ホットチャンネル』（けいざいホットチャンネル）は、1985年10月7日から1987年3月30日までテレビ東京系列局で放送されていたテレビ東京製作の経済情報番組である。放送時間は毎週月曜 22:00 - 22:30 （日本標準時）。
未来の変化の兆しをとらえて紹介する経済情報番組。収録は、放送当日の16:30からテレビ東京旧社屋（東京都港区芝公園）のテレビ東京スタジオセンターで行われていた。

## 出演者
- 池田正義（日本経済新聞編集委員） - キャスター。
- 草柳文恵 - パートナー

- 竹村健一
- 金田正一
- 水野晴郎
- ほか

## プロデューサー
- 渥美隆雄 - 1986年4月から担当。